# Savignac-de-Miremont
Savignac-de-Miremont is een gemeente in het Franse departement Dordogne (regio Nouvelle-Aquitaine) en telt 95 inwoners (1999). De plaats maakt deel uit van het arrondissement Sarlat-la-Canéda.

## Geografie
De oppervlakte van Savignac-de-Miremont bedraagt 7,6 km², de bevolkingsdichtheid is 12,5 inwoners per km².
De onderstaande kaart toont de ligging van Savignac-de-Miremont met de belangrijkste infrastructuur en aangrenzende gemeenten.

## Demografie
Onderstaande figuur toont het verloop van het inwonertal (bron: INSEE-tellingen).